# Sebastes nivosus
Sebastes nivosus és una espècie de peix pertanyent a la família dels sebàstids i a l'ordre dels escorpeniformes.

## Descripció
Fa 35 cm de llargària màxima.

## Reproducció
És de fecundació interna i vivípar.

## Alimentació
El seu nivell tròfic és de 3,72.

## Hàbitat i distribució geogràfica
És un peix marí, demersal i de clima temperat, el qual viu al Pacífic nord-occidental: el Japó (des de les costes de les prefectures de Miyagi i Niigata a Honshu fins a l'illa de Hokkaido) i la mar Groga.

## Principals amenaces
Les seues principals amenaces són la sobrepesca, la contaminació de les aigües costaneres a causa de les indústries pesants que hi ha al llarg de la costa japonesa, les marees vermelles de la dècada del 1960 (tot i que, des de llavors, les lleis i normes estrictes han millorat la qualitat de l'aigua) i la seua captura incidental en la pesca d'arrossegament de fons.

## Observacions
És inofensiu per als humans i el seu índex de vulnerabilitat és alt (61 de 100).